# Condado de Clinch
O Condado de Clinch é um dos 159 condados do Estado americano de Geórgia. A sede do condado é Homerville, e sua maior cidade é Homerville. O condado possui uma área de 2 135 km², uma população de 6 878 habitantes, e uma densidade populacional de 3 hab/km² (segundo o censo nacional de 2000). O condado foi fundado em 14 de fevereiro de 1850.